# Russian Hill (San Francisco)
Russian Hill est un quartier résidentiel de San Francisco en Californie, offrant de son sommet des vues sur l'ensemble de la baie, notamment sur le Bay Bridge, le comté de Marin, le Golden Gate Bridge et Alcatraz. 
Russian Hill accueille notamment le prestigieux San Francisco Art Institute, situé sur Chestnut Street, entre Jones Street et Leavenworth Street. Sa population de 56 322 habitants est composée de 61,5 % de Caucasiens, 27,8 % d'Asiatiques et 7,9 % de Latinos et son revenu moyen est de 43 444 dollars.

## Géographie
Russian Hill se situe directement au nord (et légèrement en dessous) du quartier cossu de Nob Hill, au sud de Fisherman's Wharf et à l'ouest de North Beach. La colline est bordée à l'ouest par les quartiers de Pacific Heights, Cow Hollow et la Marina.
On considère généralement que Russian Hill est délimité à l'ouest par Van Ness Avenue, au sud par Pacific Avenue, à l'est et au nord-est par Colombus Avenue et par la Baie de San Francisco au nord. Le tronçon de Lombard Street connu pour ses lacets (entre Hyde Street et Leavenworth Street) se situe sur Russian Hill, et la ligne de tramway à traction par câble (cable cars) Powell-Hyde passe en haut de la colline pour redescendre vers Fisherman's Wharf.

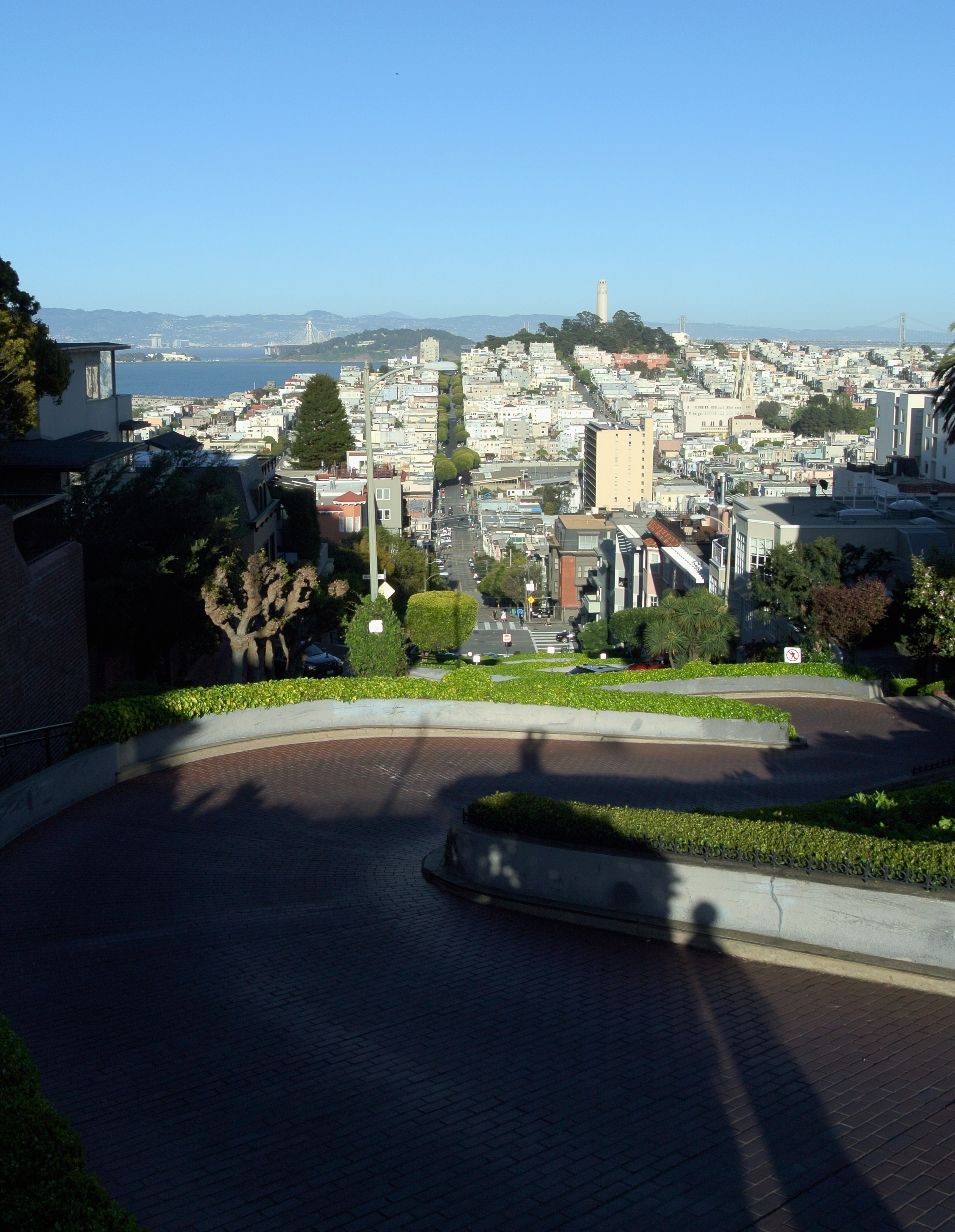
Lombard Street.
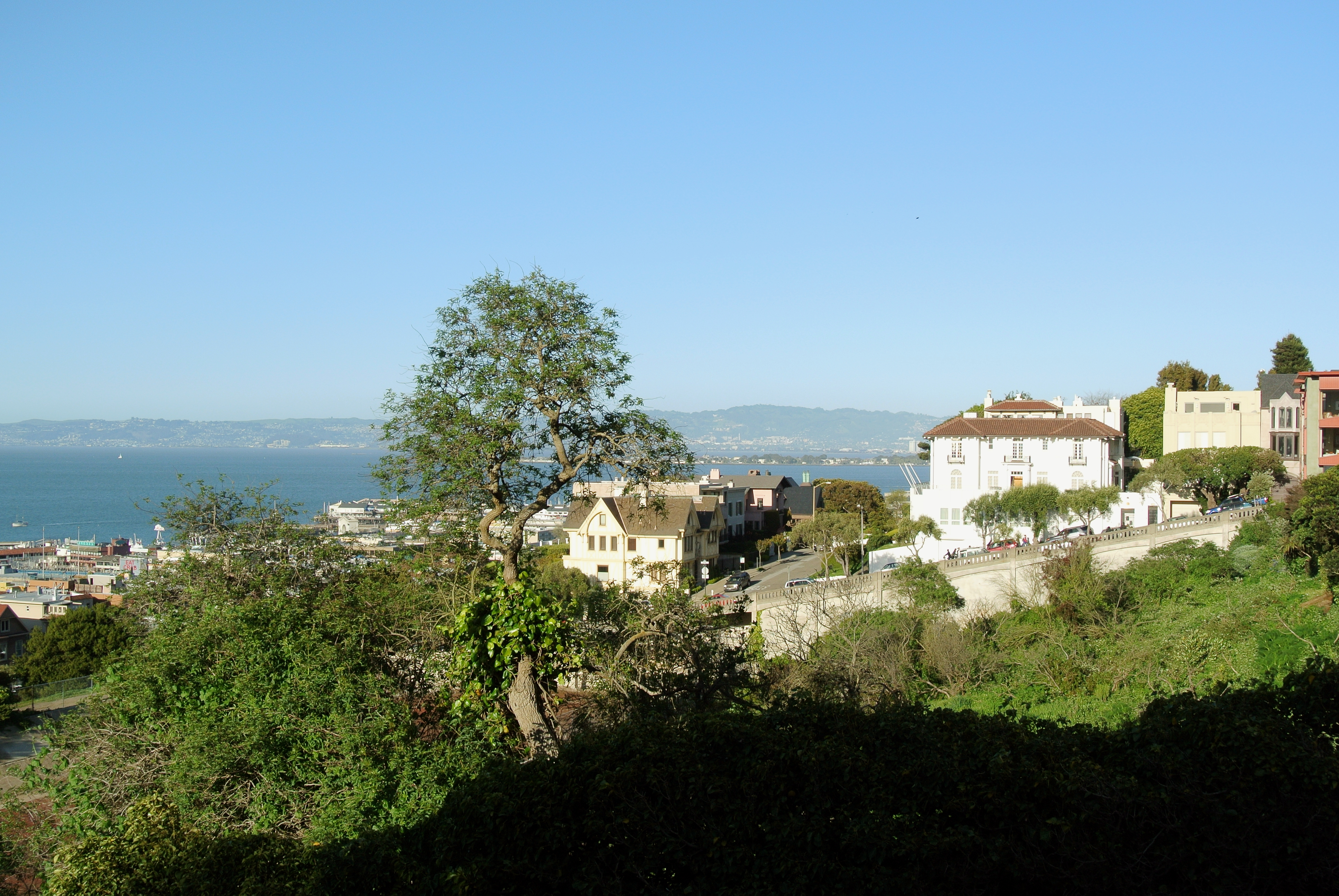
Vue depuis Russian Hill vers l'est.

## Histoire
Le nom du quartier remonte à l'ère de la ruée vers l'or, lorsque des nouveaux arrivants découvrirent un modeste cimetière russe au haut de la colline. Bien que n'ayant jamais été identifiés officiellement, les corps ont été attribués à des marchands de fourrures et des marins russes de Fort Ross. Le cimetière fut déplacé, mais le nom reste associé à ce quartier, où la présence de la communauté russe est insignifiante — celle-ci est en revanche concentrée dans le Richmond District, beaucoup plus à l'ouest.